# Weitersfeld
Weitersfeld je městys v okrese Horn v rakouské spolkové zemi Dolní Rakousy.

## Geografie
Weitersfeld leží ve Waldviertelu (Lesní čtvrti) v Dolních Rakousích. Plocha území městyse je 87,2 kilometrů čtverečních. 25,1 % plochy je zalesněno.

### Katastrální území
- Fronsburg
- Heinrichsdorf
- Nonnersdorf
- Oberfladnitz
- Oberhöflein
- Obermixnitz
- Prutzendorf
- Rassingdorf
- Sallapulka
- Starrein
- Untermixnitz
- Weitersfeld

### Sousední obce
- Hardegg – na severu
- Retz – východně
- Schrattenthal – jihovýchodně
- Sigmundsherberg – na jihu
- Geras – západně
- Langau – severozápadně

## Historie

### Vývoj počtu obyvatel
- 1971 2293
- 1981 2074
- 1991 1842
- 2001 1753

## Politika
Starostou městyse byl do roku 2015 Ing. Werner Neubert, vedoucí kanceláře Ernst Mischling.
V obecním zastupitelstvu je 19 křesel. Podle získaných mandátů při obecních volbách v roce 2010 jsou rozděleny takto:
- ÖVP 17
- SPÖ 2

### Starostové
- 2003–2015 Werner Neubert (ÖVP)[2]
- od roku 2015 Reinhard Novak (ÖVP)

### Partnerská města
Hasiči mají partnerský vztah s dobrovolnými hasiči v Andernach – Miesenheim (Porýní-Falc) v Německu.

## Kultura a pamětihodnosti
- Poutní kostel Marie v horách z 12. století leží poblíž místní části Sallapulka, kterému se také říká (Mariensaal nad Pulkau).

## Hospodářství a infrastruktura
Nezemědělských pracovišť bylo v roce 2001 59 a zemědělských a lesnických pracovišť bylo v roce 1999 217. Počet výdělečně činných obyvatel v místě bydliště bylo podle sčítání lidu v roce 2001 758, tj. 44,15 %.